# Rotten Apple
Rotten Apple (englisch für „Fauler Apfel“) ist das zweite Soloalbum des US-amerikanischen Rappers Lloyd Banks. Es erschien am 10. Oktober 2006 über die Labels G-Unit Records und Interscope.

## Produktion
Bei dem Album fungierten Lloyd Banks’ Labelchefs 50 Cent und Sha Money XL als ausführende Produzenten. Der Rapper und Musikproduzent Eminem produzierte in Zusammenarbeit mit Luis Resto zwei Lieder des Albums. Ebenfalls zwei Instrumentals schuf Ron Browz. Weitere Beats stammen von Havoc, 9th Wonder, Young RJ, 10 for the Triad, Midi Mafia, Chris Styles, Daniel Jones, Jermaine Mobley, Major Music Productions, Needlz, Nick Speed, Prince, Machavelli, Dave Morris und Younglord.

## Covergestaltung
Das Albumcover zeigt Lloyd Banks, der aus einem Fenster blickt, in dessen Glasscheibe sich die Skyline von New York City spiegelt. Im Hintergrund ist ein blau-erleuchteter Raum zu sehen. Rechts im Bild befinden sich die Schriftzüge Lloyd Banks und Rotten Apple in Blau bzw. Weiß.

## Gastbeiträge
Auf neun Liedern des Albums sind neben Lloyd Banks andere Künstler vertreten. So ist sein Labelchef 50 Cent an den Songs Hands Up, The Cake und Rotten Apple beteiligt, wobei auf letzterem ebenfalls der Rapper Prodigy zu hören ist. Der Track Iceman ist eine Kollaboration mit dem G-Unit-Mitglied Young Buck sowie den Rappern 8Ball und Scarface. Bei Help hat die Sängerin Keri Hilson einen Gastauftritt und auf You Know the Deal tritt der Rapper Rakim in Erscheinung. Außerdem arbeitet Lloyd Banks auf Addicted mit dem Sänger Musiq Soulchild zusammen, während er auf NY NY von dem G-Unit-Mitglied Tony Yayo unterstützt wird. Des Weiteren hat das Hip-Hop-Duo Mobb Deep einen Gastbeitrag auf dem Song Get Clapped.

## Titelliste
| #  | Titel             | Gastmusiker                 | Produzent                        | Länge |
| -- | ----------------- | --------------------------- | -------------------------------- | ----- |
| 1  | Rotten Apple      | 50 Cent, Prodigy            | Havoc, Sha Money XL (Co)         | 4:26  |
| 2  | Survival          |                             | Young RJ                         | 3:47  |
| 3  | Playboy 2         |                             | Ron Browz                        | 3:44  |
| 4  | The Cake          | 50 Cent                     | 10 for the Triad                 | 2:46  |
| 5  | Make a Move       |                             | Midi Mafia                       | 4:46  |
| 6  | Hands Up          | 50 Cent                     | Eminem, Chris Styles, Luis Resto | 4:00  |
| 7  | Help              | Keri Hilson                 | Ron Browz, Sha Money XL (Co)     | 3:54  |
| 8  | Addicted          | Musiq Soulchild             | Daniel Jones, Jermaine Mobley    | 3:00  |
| 9  | You Know the Deal | Rakim                       | Major Music Productions          | 4:05  |
| 10 | Get Clapped       | Mobb Deep                   | Needlz                           | 5:01  |
| 11 | Stranger          |                             | Nick Speed                       | 3:10  |
| 12 | Change            |                             | Prince, Machavelli               | 3:35  |
| 13 | NY NY             | Tony Yayo                   | Eminem, Luis Resto (Co)          | 3:29  |
| 14 | One Night Stand   |                             | 9th Wonder                       | 3:57  |
| 15 | Iceman            | Young Buck, 8Ball, Scarface | Dave Morris                      | 5:26  |
| 16 | Gilmore’s         |                             | Younglord                        | 2:50  |

## Chartplatzierungen und Singles
Rotten Apple stieg am 20. Oktober 2006 auf Platz 51 in die deutschen Albumcharts ein und belegte in der folgenden Woche Rang 86, bevor es die Top 100 verließ. In den Vereinigten Staaten erreichte das Album Position 3 und hielt sich insgesamt acht Wochen in den Top 200. Im Vereinigten Königreich belegte Rotten Apple Platz 40 und in der Schweiz Rang 36.
Als Singles wurden die Lieder The Cake, Hands Up und Help ausgekoppelt.